# Mononucleose infecciosa
Mononucleose infecciosa (MI) é uma infeção geralmente causada pelo vírus Epstein–Barr (VEB). A maior parte das pessoas é infetada pelo vírus durante a infância, idade em que a doença causa poucos ou nenhuns sintomas. Quando o vírus é contraído no início da idade adulta, a infeção causa frequentemente febre, inflamação da garganta, aumento de volume dos gânglios linfáticos do pescoço e fadiga. A maior parte das pessoas recupera em duas a quatro semanas, embora a fadiga possa permanecer durante meses. Entre as possíveis complicações estão o aumento de volume do fígado ou do baço e, em menos de 1% dos casos, ruptura do baço.
A mononucleose é geralmente causada pelo vírus Epstein–Barr, um vírus da família dos vírus do herpes também denominado vírus do herpes humano 4. No entanto, pode também ser causada por outros vírus. A principal forma de transmissão é pela saliva, embora em casos raros possa ser transmitida pelo sémen ou pelo sangue. A transmissão pode ocorrer pelo contacto com objectos infetados, como copos ou escovas de dentes. As pessoas infetadas são capazes de transmitir a doença semanas antes dos sintomas se manifestarem. O diagnóstico de mononucleose é suspeito com base nos sintomas e pode ser confirmado com análises ao sangue para deteção de anticorpos específicos. Outro achado comum é o aumento do número de linfócitos no sangue, dos quais mais de 10% são atípicos. O teste monospot não é recomendado para utilização geral por ser pouco fiável.
Não existe vacina. A infeção pode ser prevenida evitando partilhar objetos de uso pessoal ou evitar o contacto com a saliva de uma pessoa infetada. A doença geralmente melhora sem necessidade de tratamento específico. Os sintomas podem ser aliviados com ingestão de líquidos em bastante quantidade, repouso e toma de analgésicos como o paracetamol ou o ibuprofeno.
Em países desenvolvidos, a mononucleose é mais comum entre os 15 e os 24 anos de idade. Em países em vias de desenvolvimento, as infeções são mais comuns no início da infância, quando os sintomas são menos pronunciados. Em pessoas entre os 16 e 20 anos, a doença é a causa de 8% dos casos de inflamações da garganta. Nos Estados Unidos ocorrem 45 casos em cada 100 000 pessoas por ano. Quando chegam à idade adulta, cerca de 95% das pessoas já foi infetada pelo VEB. A doença ocorre com igual frequência em todas as épocas do ano. A mononucleose foi descrita pela primeira vez na década de 1920. Por ser transmitida pela saliva, é conhecida popularmente como "doença do beijo".